# Lycophidion irroratum
Espèce
Synonymes
- Coluber irroratus Leach, 1819

Lycophidion irroratum est une espèce de serpents de la famille des Lamprophiidae. 

## Répartition
Cette espèce se rencontre :
- en Guinée ;
- en Sierra Leone ;
- au Liberia ;
- en Gambie ;
- en Côte d'Ivoire ;
- au Ghana ;
- au Togo ;
- dans le sud du Mali ;
- au Cameroun ;
- en République centrafricaine ;
- dans le nord de la République démocratique du Congo.

## Publication originale
- Leach, 1819 : Reptilia in Bowdich, 1819 : Mission from Cape Coast Castle to Ashantee, p. 493-494 (texte intégral).